# كويزي أمازوني
كويزي أمازوني (الاسم العلمي: Cantharellus amazonensis) هو نوع من الفطريات يتبع جنس الكويزي من فصيلة الكويزية.